# Jean-Louis de Bons
Pour les articles homonymes, voir Bons.
Jean-Louis de Bons, né le 9 octobre 1762 à Lausanne et mort 1810 en Espagne, est un officier suisse. Il fut général des troupes de la République lémanique et commandant de l'infanterie de la légion helvétique. Il est l'une des figures de la Révolution vaudoise.

## Biographie
Originaire de Bons-en-Chablais, en Haute-Savoie, la famille de Bons, huguenote, se réfugie en Suisse après la révocation de l'Édit de Nantes. Le père de Jean-Louis de Bons, François Louis de Bons, né à Morat, est pasteur de l'Église protestante française de Londres. Il épouse Élisabeth Loubier, d'origine huguenote, le couple a douze enfants, dont Jean-Louis, né le 9 octobre 1762 à Lausanne. Après avoir vraisemblablement suivi les cours du Collège académique, Jean Louisde Bons s'enrôle dans un régiment au service de l'étranger et part pour les Pays-Bas avant de revenir en Suisse.
En 1798, alors que le Pays de Vaud se trouve sous domination bernoise, un « Comité de réunion » est fondé à Lausanne ; il s'agit d'un club de pétitionnaires ayant pour but de mettre sur pied des autorités politiques aptes à diriger le pays de Vaud. Le capitaine de Bons en devient le secrétaire, puis le président. Alors que la Révolution française risque de donner des idées aux Vaudois, le colonel Franz Rudolf von Weiss (de), bailli de Moudon, est nommé « haut commandant du pays de vaud » par le gouvernement bernois. Sa mission consiste à faire régner l'ordre et, le 10 janvier 1978, il avertit le Comité de réunion des conséquences qu'aurait toute tentative de rébellion. De Bons signe la réponse, qui insiste sur les droits et libertés du Pays de Vaud.
En France, le Directoire envoie des troupes à la frontière savoyarde. Le 23 janvier, le général français Philippe Romain Ménard, qui commande les troupes, offre aux patriotes vaudois la protection de son pays. Dans la même nuit, le Comité de réunion reçoit les « Instructions pour l'Assemblée représentative de la République lémanique », rédigées et signées par Frédéric-César de La Harpe et Vincent Perdonnet. La Révolution vaudoise éclate ; le Comité proclame la République lémanique.
Le 24 janvier 1798, les troupes vaudoises se réunissent à Lausanne, à Montbenon, et choisissent de Bons comme nouveau commandant, estimé autant pour les idées qu'il défend et pour son rôle dans le Comité de réunion que pour ses années passées en Hollande comme officier dans un régiment vaudois. De Bons est nommé général le 25 janvier ; les troupes prennent possession du château de Lucens où siège le bailli von Weiss ; ce dernier installe son quartier général à Yverdon. Dans la nuit du 25 au 26 janvier, l'Assemblée provisoire, sous la présidence de Pierre-Maurice Glayre, reçoit de Moudon un message du général de Bons annonçant qu'un hussard français avait été tué à Thierrens alors qu'il escortait Autier, l'aide de camp du général Ménard, au quartier général du colonel von Weiss. Il était en effet prévu qu'Autier demande au bailli de suspendre ses préparatifs militaires et de retirer ses troupes. Sous le prétexte de cette fusillade, le général Ménard entre à Lausanne le 29 janvier.
Le 4 février, la troupe du général de Bons est dissoute. Le 20 février, il est nommé général en chef des bataillons du canton du Léman par l'Assemblée représentative. À la tête de la brigade vaudoise, il combat sous les ordres du général Brune, le successeur du général Ménard. Le 2 mars, il prend part à l'attaque et à la prise de Fribourg ; il entre à Berne après la capitulation du 5 mars.
Les troupes vaudoises sont licenciées le 13 avril. En mai, sous les ordres du général de brigade Lorge, de Bons participe à l'occupation de Sion. De Bons rejoint ensuite l'état-major de la 1re Légion d'infanterie de l'armée d'Helvétie. Il reçoit le commandement de l'infanterie le 30 octobre 1798. On retrouve encore de Bons en 1800 dans les environs de Zurzach, où il commande le premier bataillon d'infanterie de ligne. Il donne sa démission en 1801. Il s'engage dans l'armée française après 1803. Chef de bataillon dans le régiment d'Issembourg, il est tué en Espagne en 1810.

## Toponymie
- Lausanne possède une rue Jean-Louis-de-Bons, allant de l'avenue Édouard-Dapples à la rue Voltaire (décision municipale de 1924).